# مرد عنکبوتی ۲ (بازی ویدئویی)
مرد-عنکبوتی ۲ یک بازی ویدیوئی محصول سال ۲۰۰۴ به سبک اکشن-ماجراجویی بر اساس شخصیت مرد عنکبوتی از مارول کامیکس و همچنین فیلم مرد عنکبوتی ۲ است. این بازی توسط توسعه دهندگان متفاوت برای پلت فرم‌ها انتشار یافته و به وسیله اکتیویژن برای پلت فرم‌های گیم بوی ادونس، گیم کیوب، مایکروسافت ویندوز، پلی استیشن ۲ و اکس باکس منتشر شده‌است.
بازی مرد عنکبوتی ۳ در ادامه این بازی منتشر شد.

## بازتاب‌ها
| گردآورنده | امتیاز                                                                                                   |
| --------- | --- |
| متاکریتیک | (Xbox) 83/100 (PS2) 80/100 (GC) 80/100 (PSP) 67/100 (GBA) 65/100 (DS) 61/100 (N-Gage) 61/100 (PC) 42/100 |

| ناشر                     | امتیاز                                                                                   |
| ------------------------ | ---------------------------------------------------------------------------------------- |
| اج                       | 6/10                                                                                     |
| الکترونیک گیمینگ مانثلی  | 7/10 (PSP) 6.33/10 (DS) 4.83/10                                                          |
| یوروگیمر                 | (Xbox) 7/10 (PSP) 5/10                                                                   |
| گیم اینفورمر             | 8/10 (PSP) 7.25/10 (GBA) 7/10 (N-Gage) 6.75/10 (DS) 6/10                                 |
| گیم‌پرو                   | · (GBA & PSP) · (DS)                                                                     |
| گیم رولیشن               | A− (Xbox) B+ (PSP) C− (DS) D+                                                            |
| گیم‌اسپات                 | (GBA) 7.3/10 (GC/PS2) 7.2/10 (PSP) 6.9/10 (DS) 6/10 (N-Gage) 5.2/10 (PC) 5/10            |
| گیم‌اسپای                 | · (DS) · (PC, N-Gage & PSP)                                                              |
| گیم‌زون                   | (PS2) 9.2/10 9/10 (GC) 8/10 (N-Gage) 5/10                                                |
| آی‌جی‌ان                   | (Xbox) 9/10 (PS2) 8.8/10 (DS) 7.5/10 (N-Gage) 7.1/10 (PSP) 7/10 (GBA) 6.5/10 (PC) 4.5/10 |
| نینتندو پاور             | (GC) 3.8/5 (DS) 3.5/5 (GBA) 3.4/5                                                        |
| اوپی‌ام (ایالات متحده)    | [ ۵۶ ] [ ۵۷ ]                                                                            |
| اواکس‌ام (ایالات متحده)   | 8.6/10                                                                                   |
| پی‌سی گیمر (ایالات متحده) | 25%                                                                                      |

نسخه‌های کنسول بازی مرد عنکبوتی ۲ مورد تحسین بسیاری قرار گرفت. منتقدان متذکر شدند که، انواع زیادی از جرم‌ها و وضعیت‌های اضطراری برای توقف، و استفاده واضح این بازی از توانایی‌های اسپایدرمن همه با هم ترکیب می‌شوند تا بازیکن واقعاً احساس کند مرد عنکبوتی است. محبوب‌ترین جنبه بازی، مکانیک نوسان‌دار بود، جایی که اسپایدرمن باید در یک ساختمان واقعی به تور بسته می‌شد، بر خلاف بازی‌های قبلی که در آن به سمت آسمان بافته شده‌بود. با این حال، بخش‌های کوچکی از بازی مورد انتقاد قرار گرفتند، مانند تکراری بودن برخی از ماموریت‌ها. این بازی توسط منتقدان و طرفداران به عنوان یکی از بهترین بازی‌های اسپایدرمن در نظر گرفته شده‌است.